# وادي الشجون (كشر)

تعديل مصدري - تعديل

وادي الشجون هي إحدى قرى عزلة العبيسه+العبادلة بمديرية كشر التابعة لمحافظة حجة، بلغ تعداد سكانها 46 نسمة حسب تعداد اليمن لعام 2004.